# Miguel Etchecolatz
Miguel Osvaldo Etchecolatz, né le 1er mai 1929 à Azul (Argentine) et mort le 2 juillet 2022 à San Miguel (Argentine), est un policier argentin, bras droit du général Ramón Camps sous la période de la dictature militaire de 1976 à 1983.

## Biographie
Directeur des enquêtes de la police provinciale de Buenos Aires de mars 1976 à décembre 1977, il s'occupe de la coordination des opérations de répression et gère 21 centres de détention clandestins concentrant la plupart des desaparecidos du pays. C'est également lui qui supervise personnellement la séquestration, la torture et le meurtre de plusieurs lycéens de Bahia Blanca, enlevés dans la nuit du 16 au 17 septembre 1976, dite nuit des Crayons.
Poursuivi pour ce crime et d'autres (participation à des vols de bébés, disparition forcée de Jorge Julio López etc.) après la fin de la dictature militaire, il est condamné à plusieurs reprises à de lourdes peines de prison au cours de différents procès en 1986, 2004, 2006, 2014, 2016, 2018, 2020 et 2022.